# Samaritan's Purse
Samaritan's Purse (letteralmente Borsa del Samaritano) è una organizzazione umanitaria cristiana evangelica che fornisce aiuto alle persone che si trovano in situazioni di necessità di assistenza sanitaria e più in generale bisognose di cure ed attenzioni. L'attività è considerata una parte fondamentale del lavoro missionario cristiano degli aderenti.
Il presidente dell'organizzazione è Franklin Graham, figlio dell'evangelista Billy Graham. Il nome dell'organizzazione è basato sulla parabola del buon samaritano del Nuovo Testamento, tramite la quale Gesù insegna alla gente il secondo comandamento: "ama il tuo prossimo come te stesso".
Samaritan's Purse opera in oltre 100 paesi in tutto il mondo. Sedi internazionali sono dislocate a Boone, Carolina del Nord, con l'aggiunta di altri servizi negli Stati Uniti a Charlotte e North Wilkesboro. Altri uffici affiliati sono presenti in Australia, Canada, Germania, Hong Kong, Irlanda, Paesi Bassi, e Regno Unito.

## Storia

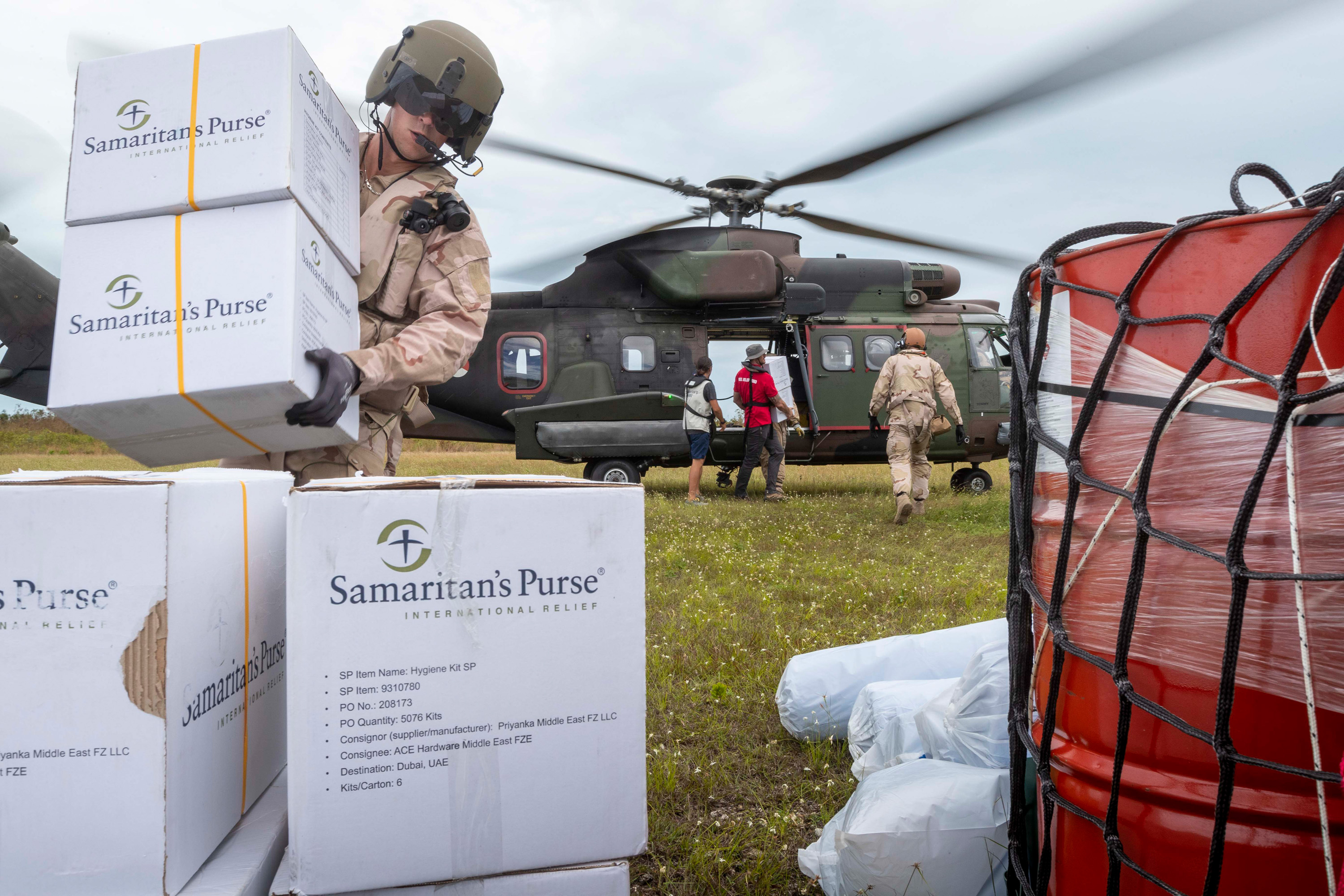
Aiuti umanitari inviati durante l'uragano Dorian del 2019

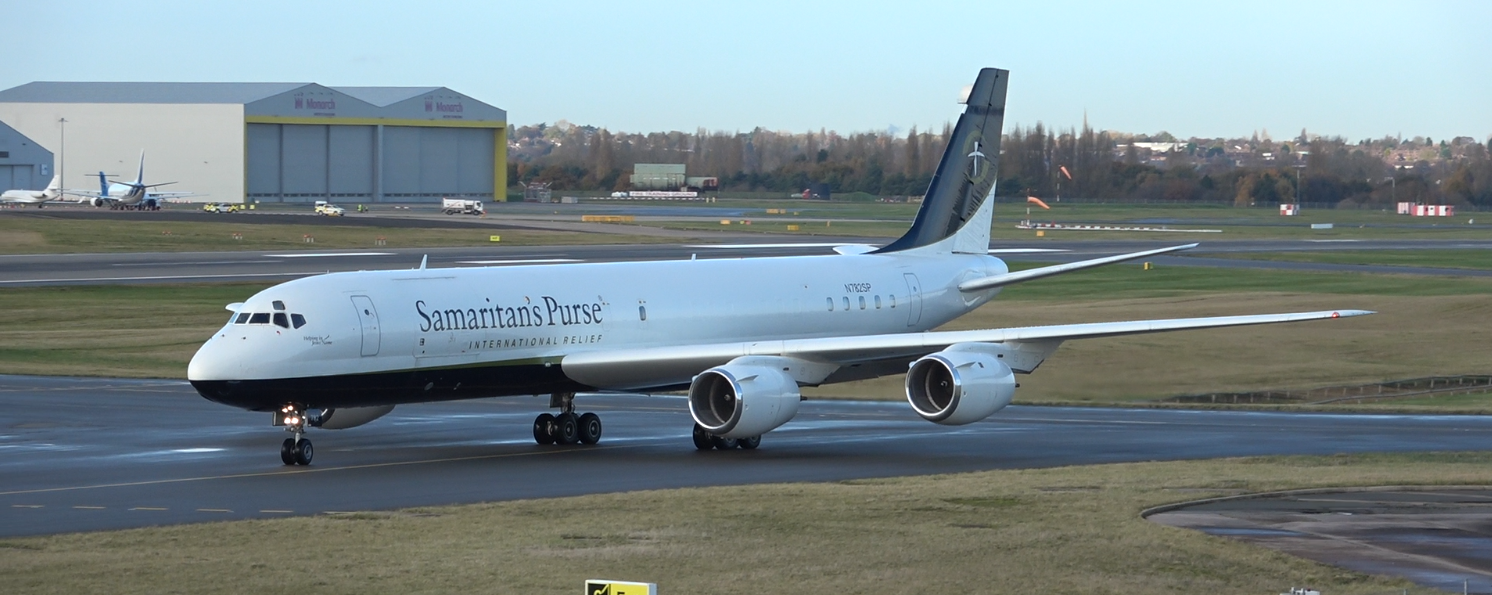
Il DC-8 di Samaritan's Purse

L'organizzazione è stata fondata da Bob Pierce (meglio conosciuto come il fondatore di un'altra associazione evangelica denominata World Vision International) nel 1970 al fine di "fronteggiare l'emergenza nelle aree di crisi attraverso le agenzie missionarie evangeliche esistenti e le chiese nazionali".
Franklin Graham incontrò Pierce nel 1973. I due fecero diversi viaggi insieme per visitare i progetti di soccorso e le missioni partner in Asia ed altri luoghi. Graham divenne presidente del Samaritan's Purse nel 1979, a seguito della morte di Pierce, avvenuta per leucemia nel 1978.
L'organizzazione è stata impegnata nel fornire cure mediche in diversi conflitti: in Somalia nel 1993, in Ruanda nel 1994, nel Sudan nel 1997, in Kosovo nel 1999, in Afghanistan nel 2002 e in Iraq nel 2003.
I partecipanti sono stai anche impegnati in progetti di ricostruzione, come nel caso delle devastazioni dovute all'uragano Mitch nel 1998, del terremoto di El Salvador nel 2001, dello tsunami dell'Oceano Indiano nel 2004, e dell'uragano Katrina nel 2005. 
L'organizzazione è stata anche coinvolta nell'allestimento di ponti aerei d'emergenza in Indonesia e Pakistan nel 2005, nella Corea del Nord nel 2007, e Myanmar e Cina nel 2008. 
Tra le diverse attività si segnalano anche le campagne di distribuzione di cibo per centinaia di migliaia di sfollati in Uganda e nel Darfur.
Samaritan's Purse nel 2014 si è attivato in Liberia, Africa occidentale, per fronteggiare l'epidemia di febbre emorragica da Ebola. Il 1º agosto 2014, l'organizzazione ha annunciato di aver evacuato dalla Liberia una sessantina di persone appartenenti al suo personale e ritenute non essenziali.
Il dr. Kent Brantly, un medico del Texas che lavorava per conto del Samaritan Purse, è stato il primo operatori sanitari statunitense ad infettarsi con Ebola in Liberia. Il medico a causa della malattia è stato trasferito negli Stati Uniti il giorno 2 agosto ed è stato trattato e successivamente dimesso dopo quasi tre settimane di degenza presso una stanza di isolamento allestita all'Emory University Hospital di Atlanta, in Georgia.
Il 17 marzo 2020 in supporto alla gestione della pandemia di COVID-19 del 2020 in Italia, Samaritan's Purse ha inviato con il suo DC-8 il materiale per allestire un proprio ospedale da campo a Cremona. La struttura allestita consiste in 68 posti letto, attrezzature per la terapia intensiva e un'equipe di 32 persone tra medici e infermieri che rimarrà a disposizione per almeno un mese.

## Scopo
Lo scopo dell'organizzazione è quello di soddisfare i bisogni spirituali e fisici delle persone che si trovano coinvolte in situazioni di guerra, povertà, disastri naturali, malattie e fame, all'interno di un lavoro missionario globale e di aiuto umanitario. L'organizzazione si propone di servire la Chiesa in tutto il mondo per propagare "il vangelo del Signore Gesù Cristo".
Samaritan's Purse in particolare si è specializzato nel campo degli aiuti di emergenza, rifugio, di alimentazione e nutrizione, di prevenzione e igiene, assistenza medica e sanità pubblica, HIV/AIDS e ha sostenuto progetti di comunità.

## Riconoscimenti
- Cittadinanza onoraria di Cremona[12]